# Tefnut
Tefnut je, u egipatskoj mitologiji boginja vlage i kiše, sa glavom lavice. Ona je ćerka Raa i Šuova žena. Majka je Geba i Nut, a baka Ozirisa, Izide, Seta i Neftis.